# Ara chloroptère
Ara chloropterus
Espèce
Statut de conservation UICN

 LC  : Préoccupation mineure
Statut CITES
L'Ara chloroptère (Ara chloropterus), parfois dit Ara à ailes vertes, est une espèce de grands oiseaux de la famille des Psittacidae. Ce perroquet néotropical est souvent confondu avec l'Ara rouge (Ara macao).

## Description

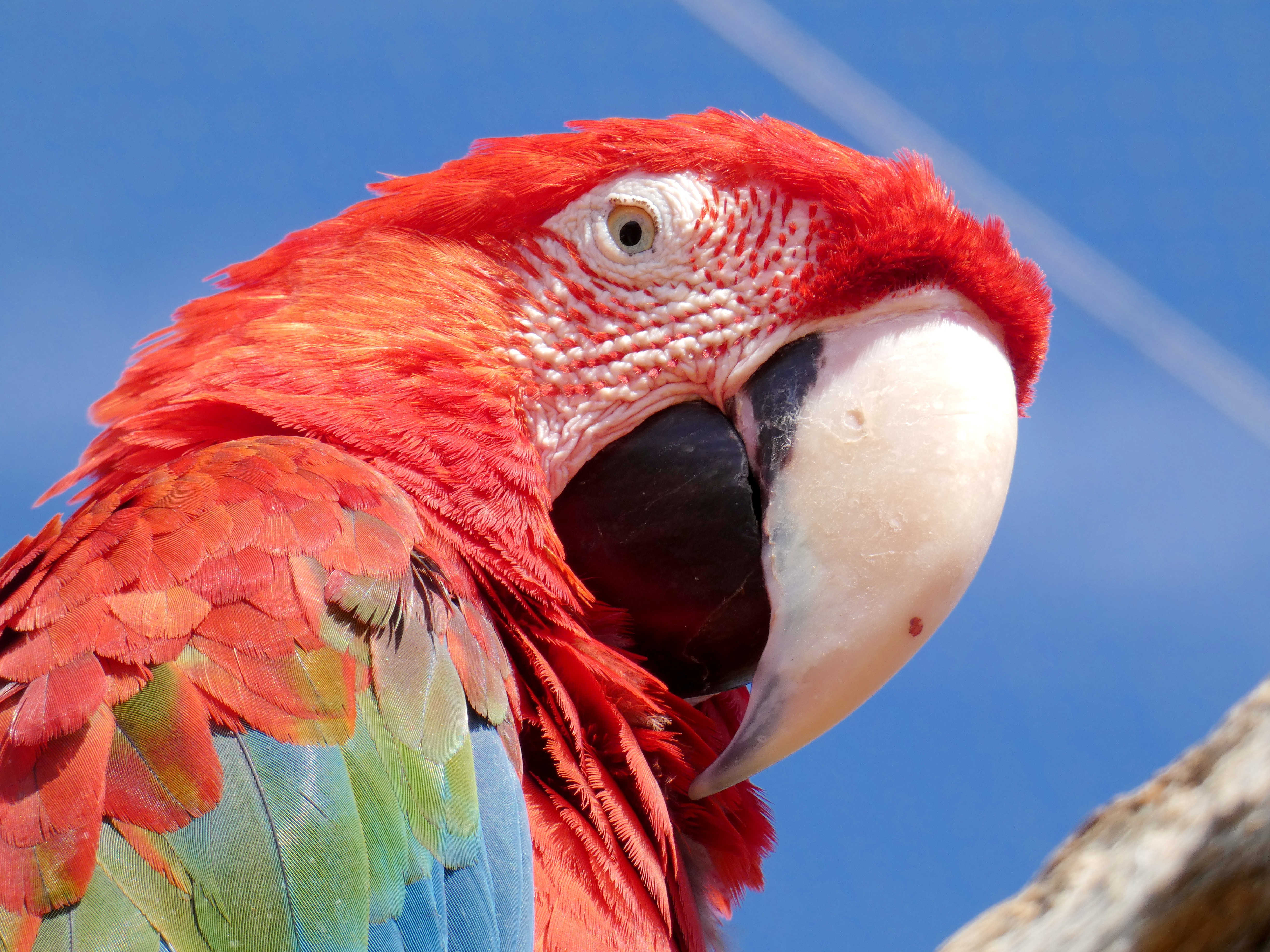
Tête d'Ara chloroptère au Bioparc de Doué-la-Fontaine.

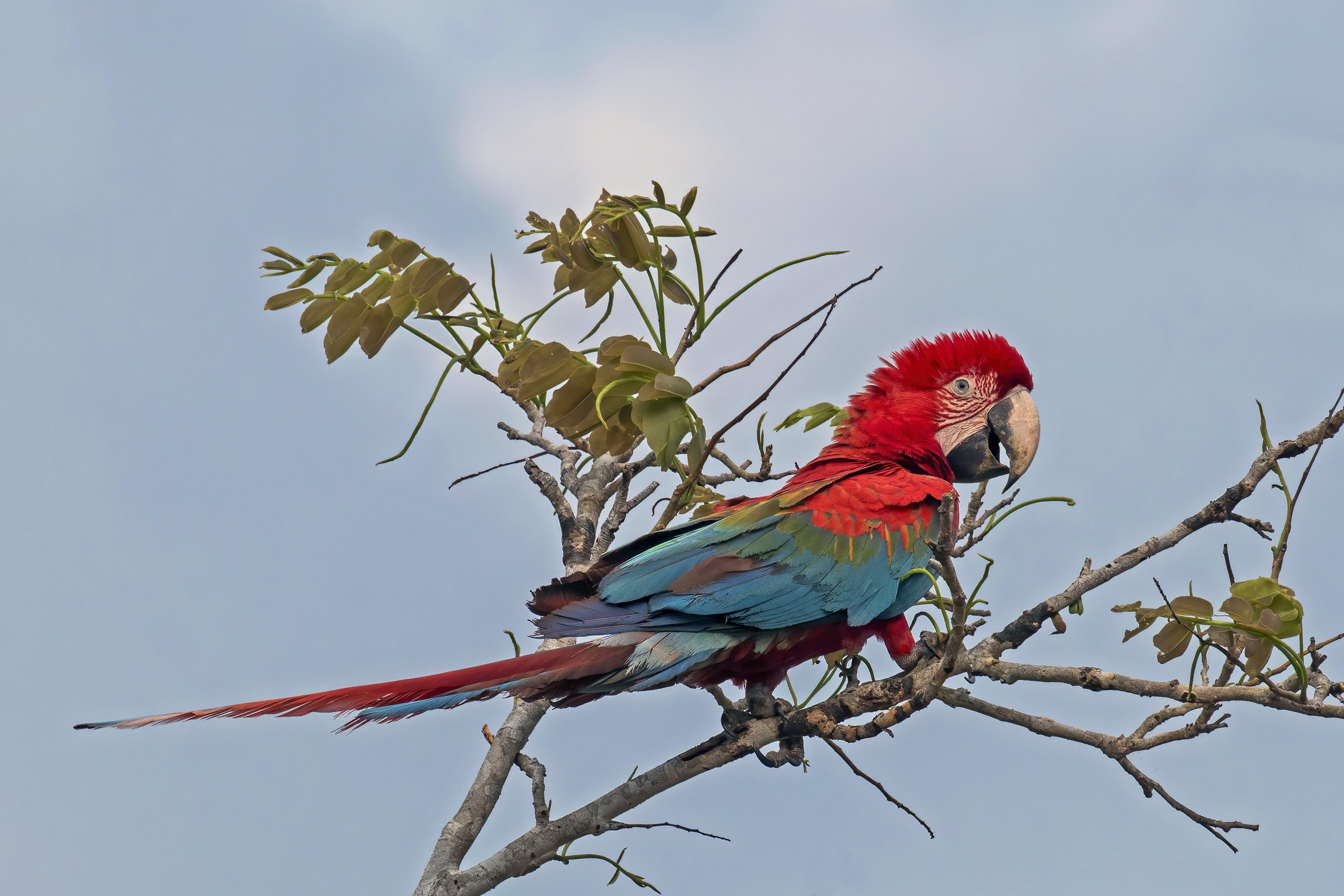
Un jeune ara chloroptère dans le Pantanal au Brésil.

Il mesure jusqu'à 95 centimètres de longueur et pèse jusqu'à 1,5 kg. Il a un corps robuste et trapu, une longue queue, une grande tête rouge avec des joues dont la peau blanche et nue est striée et tachée de rouge. Les plumes du corps et de la queue sont également rouges avec des traces jaunes vers le bas du ventre et quelques rectrices bleues. Les rémiges sont aussi de cette couleur tandis que les couvertures alaires sont vertes (d'où le nom spécifique de cet oiseau). Le bec est massif avec la mandibule supérieure rose chair et l'inférieure noire. Les pattes sont gris foncé et les iris noirs bordés de clair. Ses cris sont stridents. Avec l’hyacinthe, c’est le plus gros de la famille des aras.

## Habitat
Il vit de manière diurne, à basse et moyenne altitude dans les forêts tropicales en particulier le long des fleuves.

## Répartition
Cette espèce est répandue dans toute l’Amérique du Sud, de l’est du Panama au nord-ouest et de l’est de la Colombie, à l’est du Pérou et de l’Équateur, dans tout le Venezuela, aux trois Guyanes, au Brésil, au nord-est et à l’est de la Bolivie, du Paraguay à Concepción et au nord-est d'Argentine.

## Alimentation
Il s'agit d'un oiseau granivore et frugivore (Jacaranda, Tetragastris, Sclerolobium, Hymenaea, Copaifera, Caryocar etc.). Sa tendance à manger de l'argile lui offre la capacité de manger certains fruits remplis de toxines.

## Reproduction

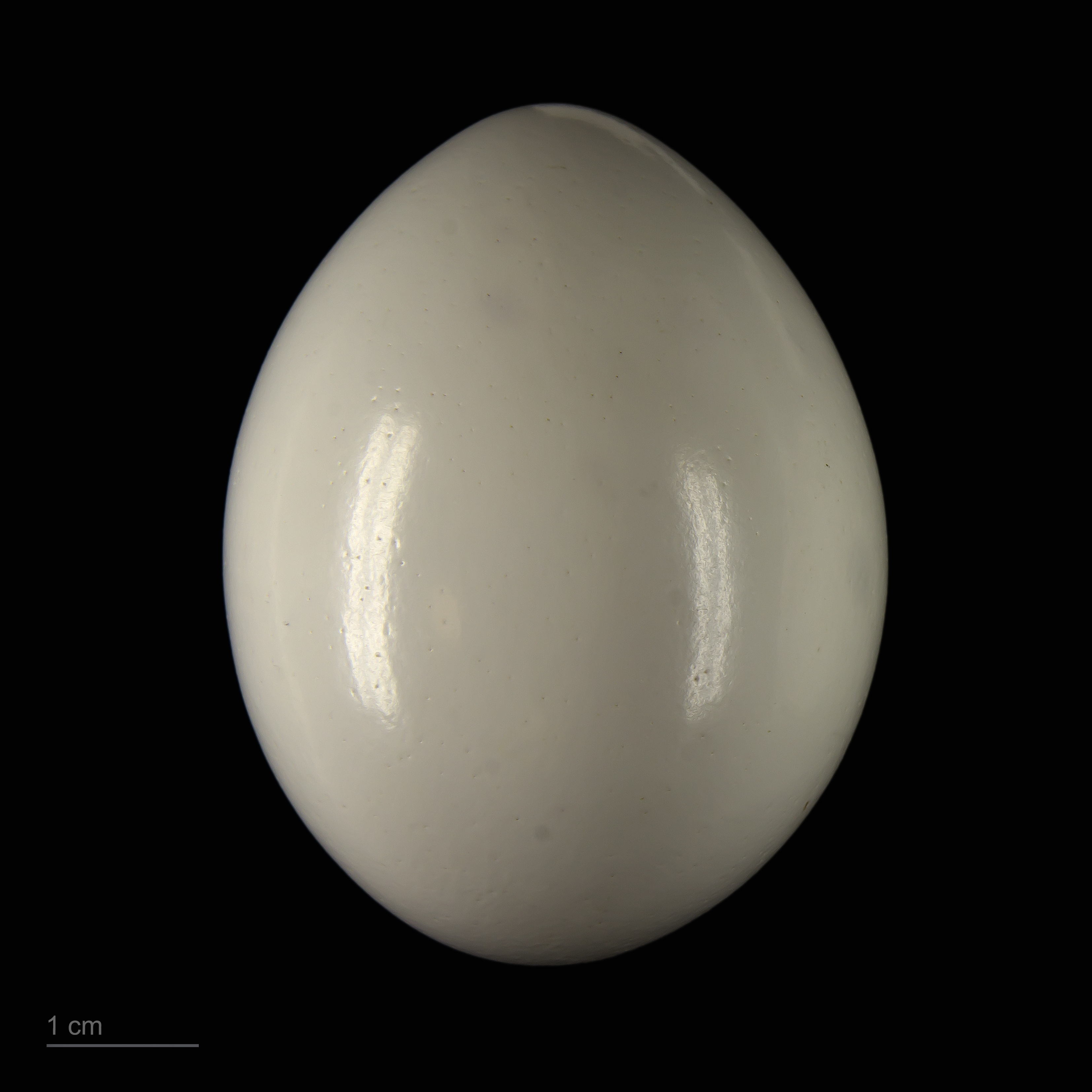
Œuf dAra chloropterus au muséum de Toulouse.

Il niche dans le creux des arbres. La femelle pond deux œufs qu'elle couve pendant 27 jours environ. Les jeunes s'envolent à l'âge de trois mois mais ne deviennent indépendants qu'entre quatre et six mois. Ces animaux forment des couples fidèles toute leur vie.

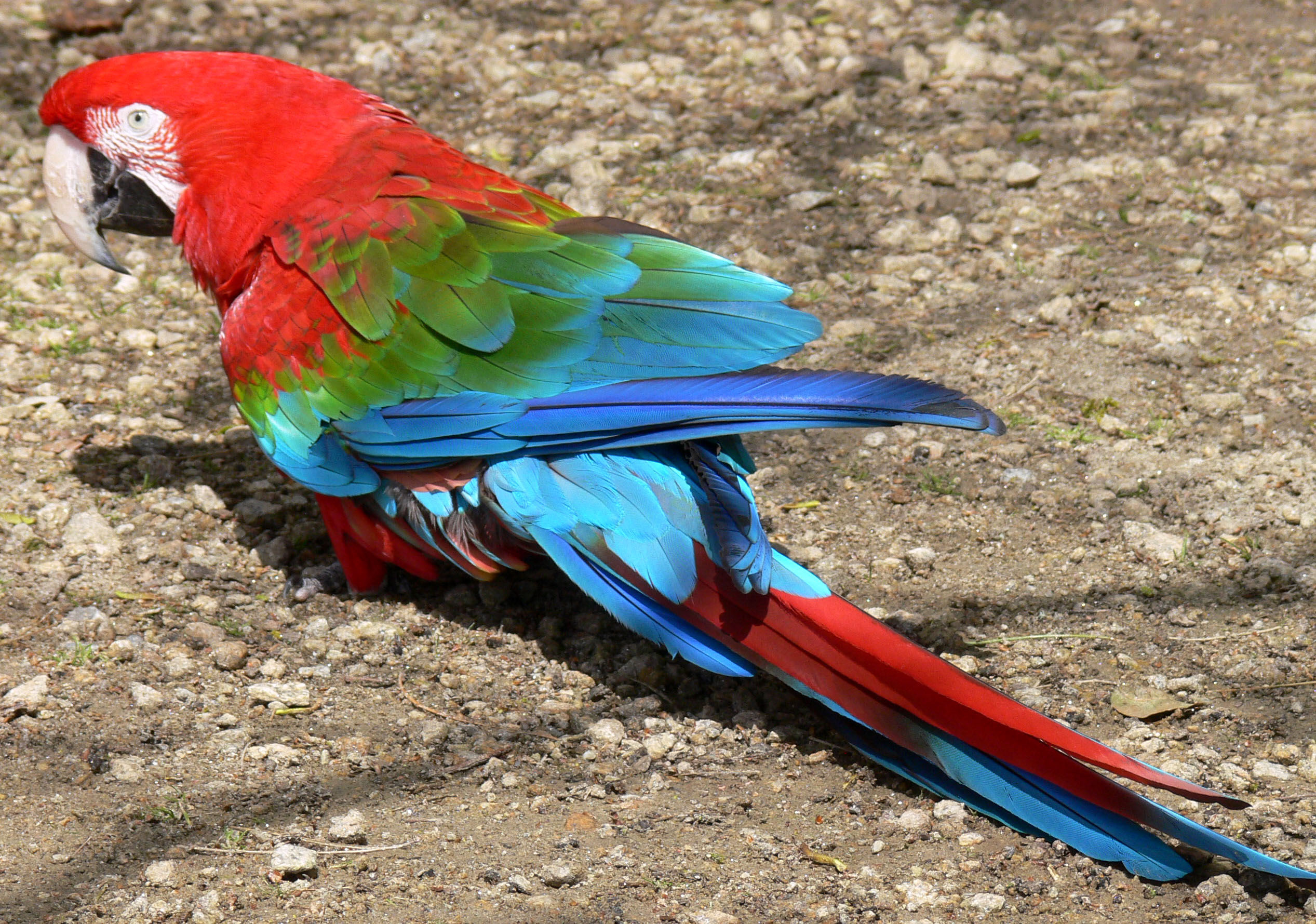
Ara chloroptère au parc zoologique du château de Branféré.